# Niclas Schultz (målare)
Niclas Schultz, född omkring 1660, död 15 november 1716 i Stockholm, vare en svensk målarålderman och konterfejare.
Han var från 1687 gift med Margaretha Andersdotter Lorentz och far till Andreas Schultz. Han upptas i Stockholms målarämbetes rulla 1689 som en utländsk mästare med två gesäller och en lärling i sin tjänst. Till hans kända arbeten hör marmoreringsmålningen av flyglarna till silveraltaret och förgyllningen av den rikt skulpterade läktaren i Stockholms Storkyrka.